# François Debon

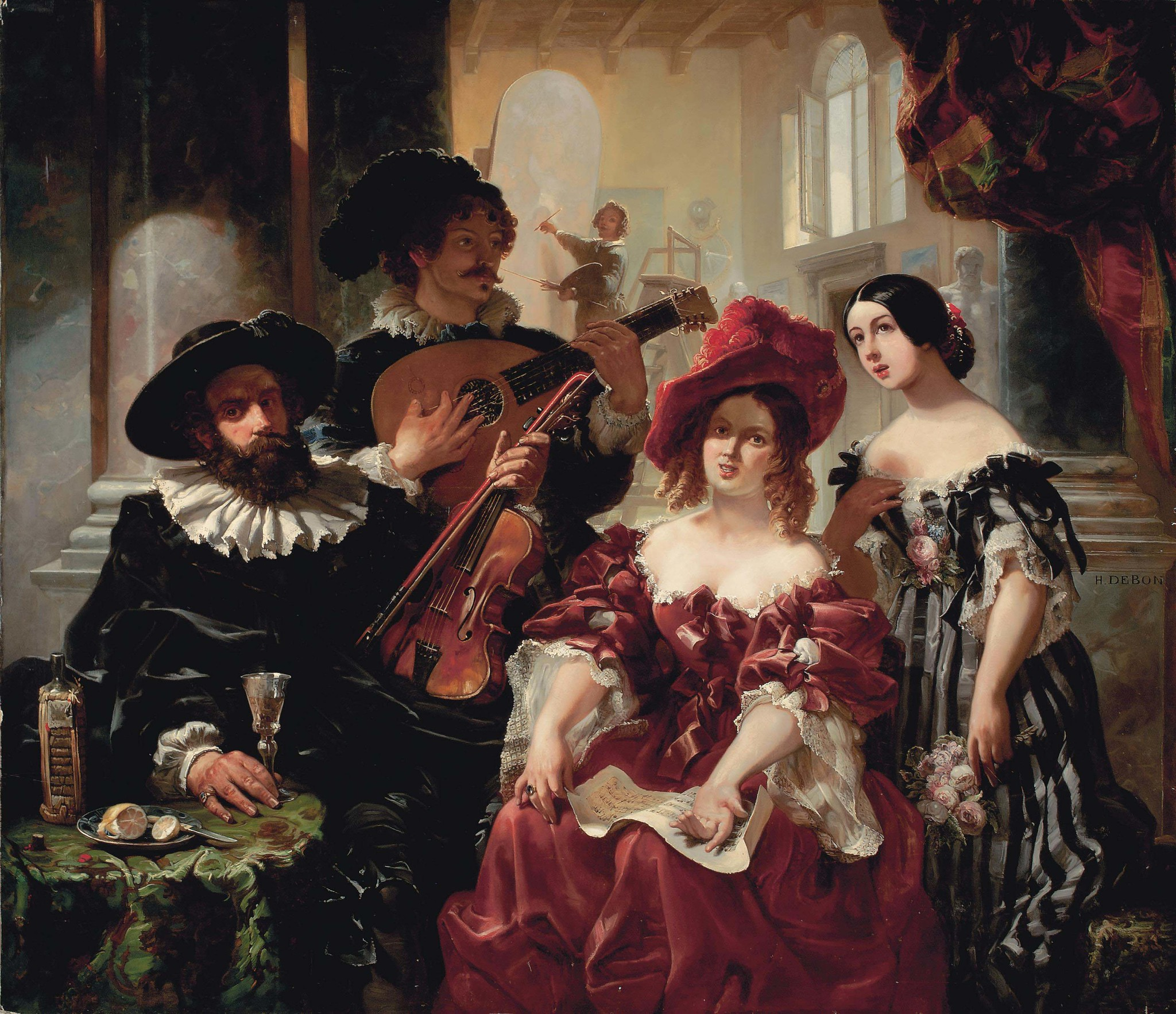
Ein Solokonzert im Atelier des Künstlers

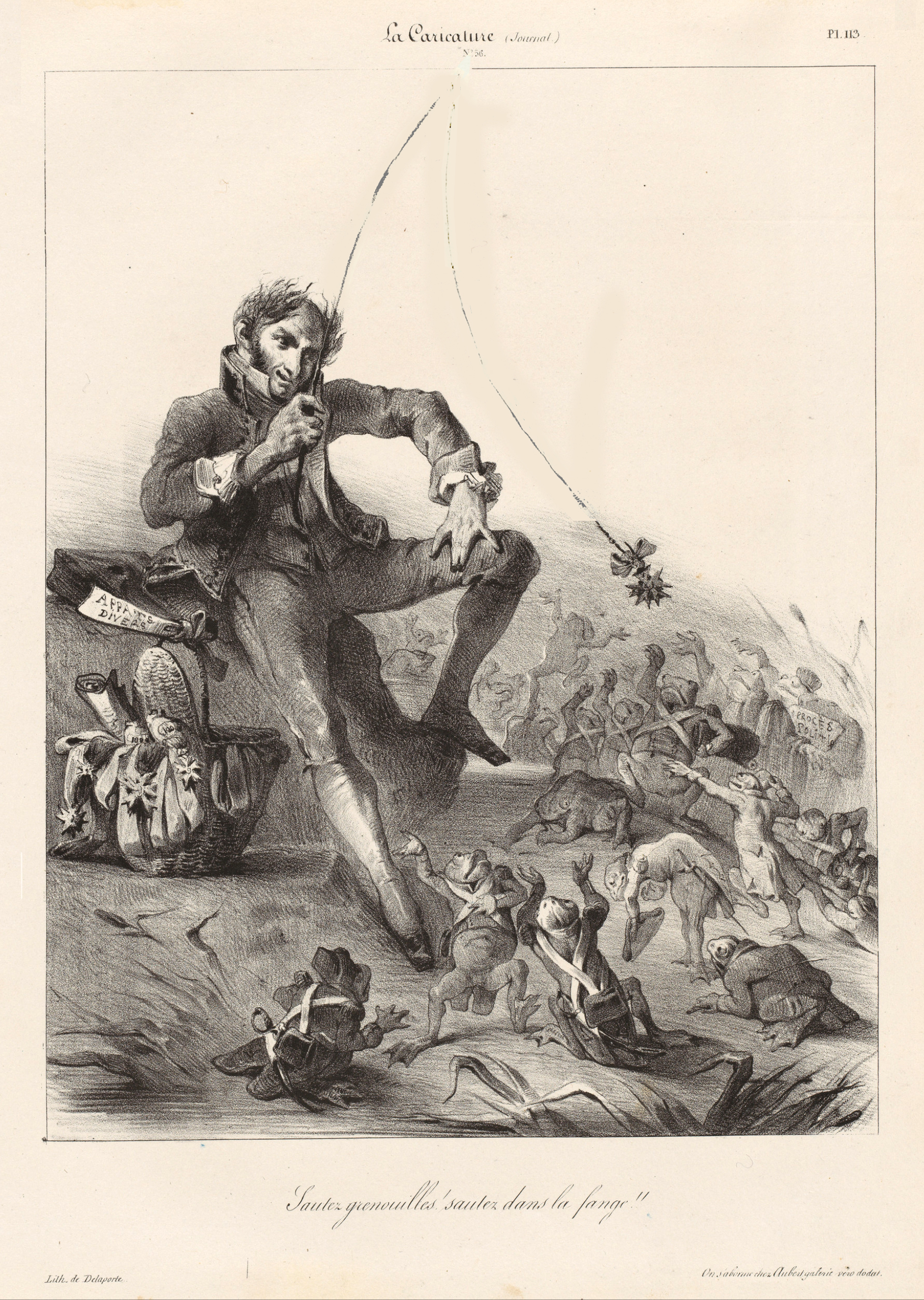
Springt Frösche!
springt in den Schlamm !!

François-Hippolyte Debon (* 2. Dezember 1807 in Paris; † 29. Februar 1872 ebenda) war  ein französischer Historienmaler, Karikaturist und Schöpfer von Kleinplastiken.
Den ersten Malunterricht erhielt er bei seiner Mutter, der Porzellanmalerin Sophie Debon, geb. Bompart (1787–1838). Danach wurde er Schüler von Antoine-Jean Gros und Alexandre Abel de Pujol. Ab 1825 studierte er an der École des beaux-arts de Paris.
Im Zeitraum von 1835 bis 1870 stellte er auf dem Salon de Paris meist Historienbilder aus. Er lieferte auch satirische Zeichnungen an die Pariser Zeitschriften, schuf auch Kleinplastiken aus Metall. Seine Werke wurden 1844 mit der Medaille dritter Klasse und in den Jahren 1835 und 1868 mit den Medaillen zweiter Klasse ausgezeichnet.
Sein Gemälde „Die Schlacht von Hastings“ lobte Charles Baudelaire: „Welches Talent, welche Energie!, das ist eine echte Schlacht!“.  Dieses Gemälde wurde 1905 beim Brand des Musée des Beaux-Arts de Caen beschädigt.